# Norton Bavant
Norton Bavant est une paroisse civile et un village du Wiltshire, en Angleterre.